# Torre d'Aigua Amarga
La Torre d'Aigua Amarga, o Torre de l'Aigua Amarga, era una fortificació defensiva ubicada al terme municipal de la ciutat d'Alacant, al País Valencià. Està protegida com a Bé d'Interés Cultural.
Les restes de la torre es troben a l'indret conegut com a Aigua Amarga o cala dels Borratxos, del qual pren la seua denominació, al sud d'Alacant, tot seguint la línia de costa cap a Santa Pola. S'alça en un promontori a uns 50 metres de la Mediterrània, en una posició privilegiada que albira la badia alacantina. Formava part de la xarxa de torres de guaita que donaven suport al castell de Santa Bàrbara d'Alacant.
Actualment, la Torre d'Aigua Amarga està en estat de ruïna, i només es conserva part del basament i l'arrancada d'un cos superior, la qual cosa dificulta la seua datació i el coneixement de la seua forma original. Està feta de mamposteria. Al costat es pot apreciar una excavació a la roca, que pot haver servit per a l'extracció dels materials de construcció i com a aljub.